# Juan Ramón Ocampos
Juan Ramón Torres Ocampos (Asunción; 30 de marzo de 1954) es un exfutbolista paraguayo que jugaba de delantero.

## Clubes
| Club              | País     | Año       |
| ----------------- | -------- | --------- |
| Guaraní           | Paraguay | 1972-1973 |
| Cruz Azul         | México   | 1973-1975 |
| Valencia          | España   | 1975-1976 |
| Libertad          | Paraguay | 1976      |
| San Luis          | México   | 1976-1977 |
| Tigres de la UANL | México   | 1977-1978 |
| Atlético Potosino | México   | 1978-1980 |

## Palmarés

### Títulos nacionales
| Título               | Equipo            | País   | Año     |
| -------------------- | ----------------- | ------ | ------- |
| Primera División     | Cruz Azul         | México | 1973-74 |
| Campeón de Campeones | Cruz Azul         | México | 1973-74 |
| Primera División     | Tigres de la UANL | México | 1977-78 |